# گورستان شماره ۳ تیس
قبرستان شماره ۳ تیس مربوط به سدهٔ ۴ ه.ق تا دوره صفوی است و در شهرستان چابهار، بخش مرکزی، ضلع جنوبی روستای تیس، ۱۰۰ متری جنوب ورزشگاه و در کوهپایه های کوه فیلبند(پیلبند) واقع شده و این اثر در تاریخ ۱۳ آبان ۱۳۸۶ با شمارهٔ ثبت ۱۹۷۷۴ به‌عنوان یکی از آثار ملی ایران به ثبت رسیده است.